# Trynek
Trynek (deutsch Trinneck) ist ein Stadtteil von Gliwice (Gleiwitz). Trynek liegt zentral in der Stadt, südöstlich von der Innenstadt.
Bei Trynek handelte es sich ursprünglich um ein landwirtschaftlich geprägtes Dorf dicht vor den Toren der Stadt. Mit der Industrialisierung und Urbanisierung verschwand die alte dörfliche Bebauung fast vollständig und mit dem Namen Trynek werden heute vor allem die im 20. Jahrhundert südlich des alten Dorfes neu entstandenen Großwohnsiedlungen bezeichnet.

## Geschichte

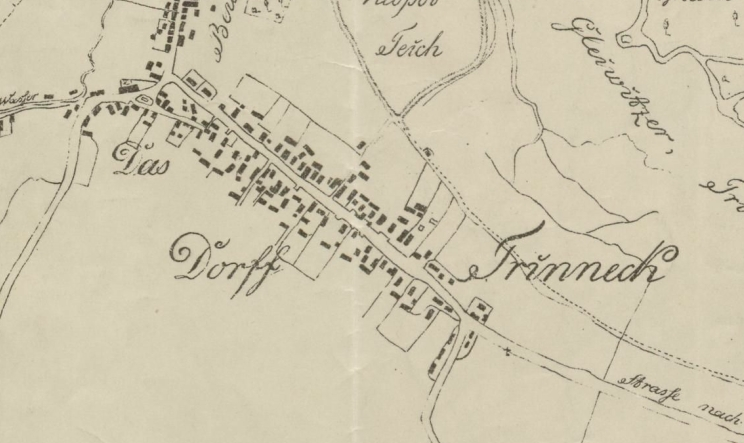
Trinneck 1812

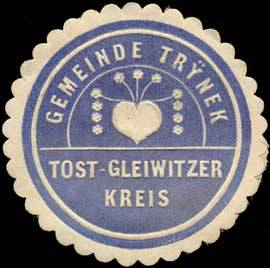
Alte Siegelmarke mit Wappen

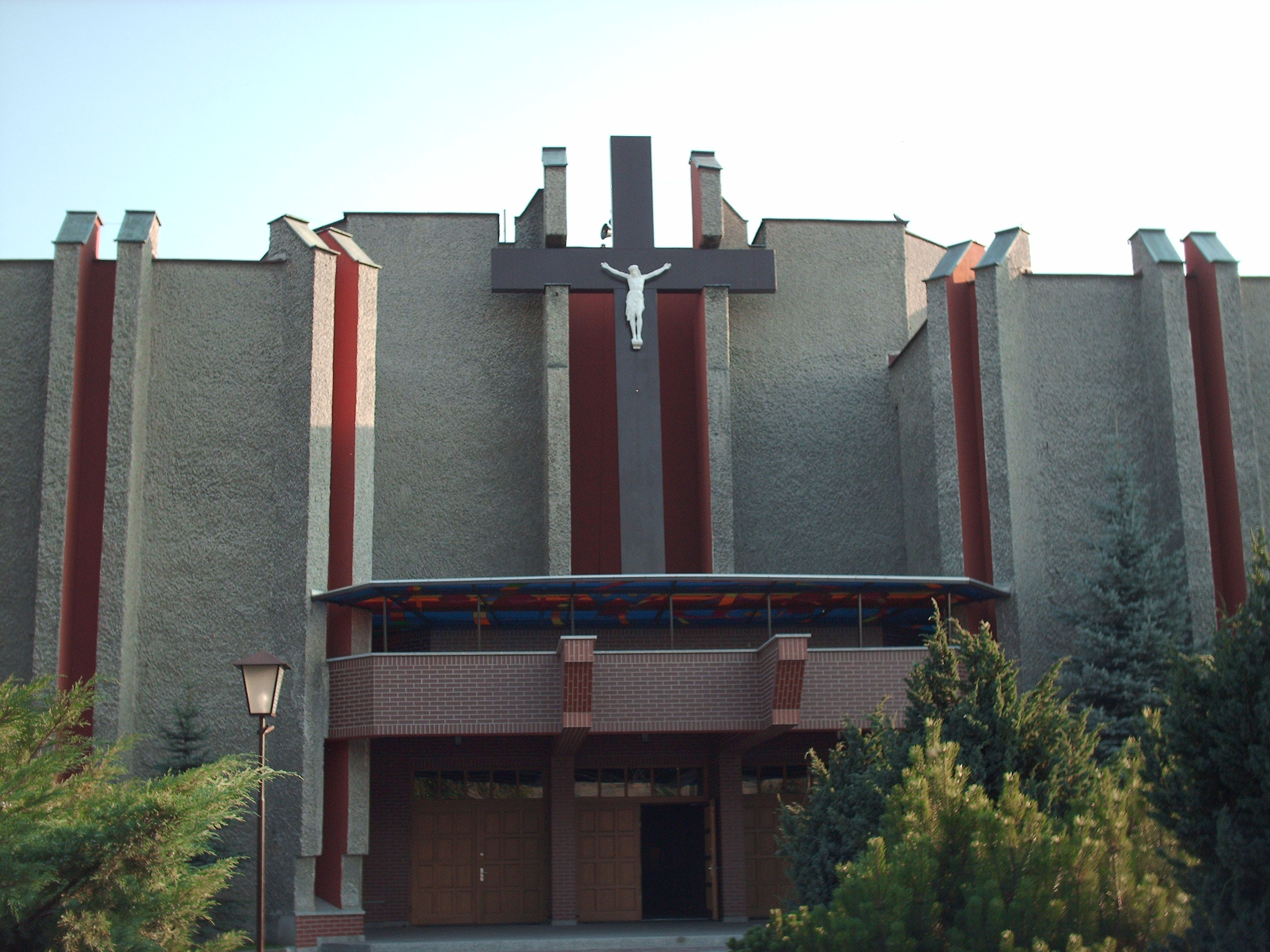
Kirche der Muttergottes von Tschenstochau in Trynek

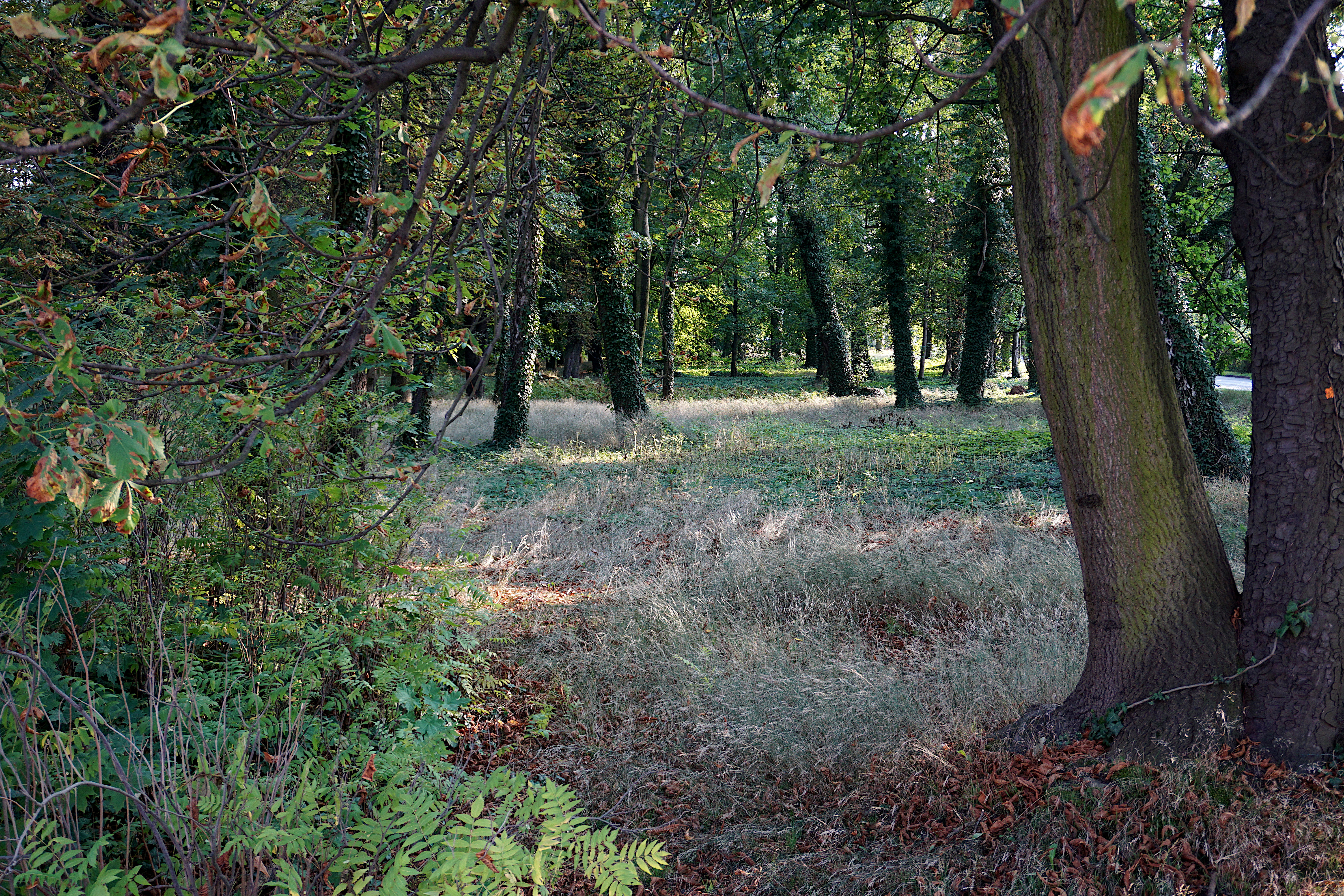
Der Trinnecker Friedhof an der Plesserstr. im September 2020. Bald soll er in einen Park umgewandelt werden.

Der Ort entstand spätestens im 15. Jahrhundert und wurde 1482 erstmals urkundlich erwähnt. Der Ortsname stammt wahrscheinlich vom Wort Tränke. Es gibt Indizien dafür, dass der Ort ursprünglich die östliche Verlängerung des Dorfes Richtersdorf war, bevor er zu einem eigenständigen Dorf wurde. 1534 folgte eine Erwähnung als Trinekh. Die Schreibweise des Ortsnamens wechselte häufig, von Trynnek über Trynek bis zu Trinneck.
Der Ort wurde 1783 im Buch Beytrage zur Beschreibung von Schlesien als Trynek erwähnt, lag im Landkreis Tost des Fürstentums Oppeln und hatte 319 Einwohner, 26 Bauern, 16 Gärtner, einige Häusler und eine katholische Schule. Der Ort war im Besitz der Kämmerei zu Gleiwitz. 1818 wurde der Ort als Tryneck erwähnt. 1865 hatte Trynnek 29 Bauernstellen, 18 Gärtner, 82 Häusler, eine katholische Schule und acht Ziegeleien. Die Schule mit 234 Schülern entstand 1802 und wurde 1841 massiv gebaut. Am 1. April 1897 wurde Trynnek vom Landkreis Tost-Gleiwitz nach Gleiwitz eingemeindet.
In den 1920er und 1930er Jahren entstanden südlich des Stadtteils neue Siedlungen. 1925 wurde südlich des Stadtteils der Gleiwitzer Flughafen eröffnet. 1936 wurde der Ortsname in Trinneck geändert. Bis 1945 befand sich der Ort im Landkreis Tost-Gleiwitz.
1945 kam der bis dahin deutsche Ort unter polnische Verwaltung und wurde anschließend der Woiwodschaft Schlesien angeschlossen und ins polnische Trynek umbenannt. 1950 kam der Ort zur Woiwodschaft Kattowitz. In den 1970er Jahren entstanden die Großwohnsiedlungen. 1999 kam der Ort zur neuen Woiwodschaft Schlesien. 2011 wurde die Siedlung Żwirki i Wigury aus Trynek herausgelöst und zum neuen Stadtteil Żwirki i Wigury erklärt. Diese Trennung wurde 2015 wieder rückgängig gemacht.

## Bauwerke und Sehenswürdigkeiten
- Die Kirche der Muttergottes von Tschenstochau ist eine römisch-katholische Pfarrkirche im modernen Stil und stammt vom Ende des 20. Jahrhunderts.
- Bahnhofsgebäude der ehemaligen Kleinbahn Gleiwitz-Rauden.
- Der Flugplatz

## Bildung
- Grundschule Nr. 5
- Grundschule Nr. 16
- Gymnasium Nr. 4

## Verkehr
In Trynek befindet sich der Flughafen Gliwice.
Bei Trynek verläuft die Autobahn A4.